# Psychologies
Psychologies este o revistă lunară de psihologie populară.
Revista are ca public-țintă femeile cu venituri superioare din mediul urban, cu educație peste medie, preocupate de dezvoltarea personală și de îmbunătățirea relațiilor interpersonale.
Revista a fost creată în Franța în 1970 de către Agnès și Bernard Loiseau.
Din 2004 revista intră în componența trustului grupului Lagardère iar în 2005 apar primele ediții internaționale în Italia, Spania, Belgia, Regatul Unit și Rusia.
Titlul a fost lansat și în România în octombrie 2007 fiind editat sub licență de Edipresse AS România.